# Polanki (Pieniny)
Polanki – polana w Pieninach Czorsztyńskich, administracyjnie w granicach wsi Tylka w województwie małopolskim, w powiecie nowotarskim, w gminie Krościenko nad Dunajcem. Znajduje się na północno-wschodnim stoku Macelaka w głównym grzbiecie Pienin, na obszarze Pienińskiego Parku Narodowego.
Polanki położone są na wysokości około 718–796 m. W istocie są to dwie polany przedzielone drogą wiodącą ze wsi Tylka na górny grzbiet Pienin Czorsztyńskich. Wschodni stok dolnej polany opada do Białego Potoku. Wschodnią granicę górnej stanowi ta droga, a za nią po wschodniej stronie jest polana Stodolisko.
Polany odgrywają dużą rolę w zachowaniu bioróżnorodności gatunkowej i siedliskowej Pienin. Większość z nich nie jest już użytkowana gospodarczo, co prowadzi do zarastania lasem i zmniejszenia różnorodności biologicznej. Po zarośnięciu polany lasem nie znajdują już warunków do życia wcześniej zasiedlające ją gatunki roślin, grzybów i zwierząt.W celu zachowania różnorodnośći biologicznej na wielu polanach prowadzona jest ochrona czynna; usuwanie zakrzaczeń i koszenie. Polana Polanki jest koszona.

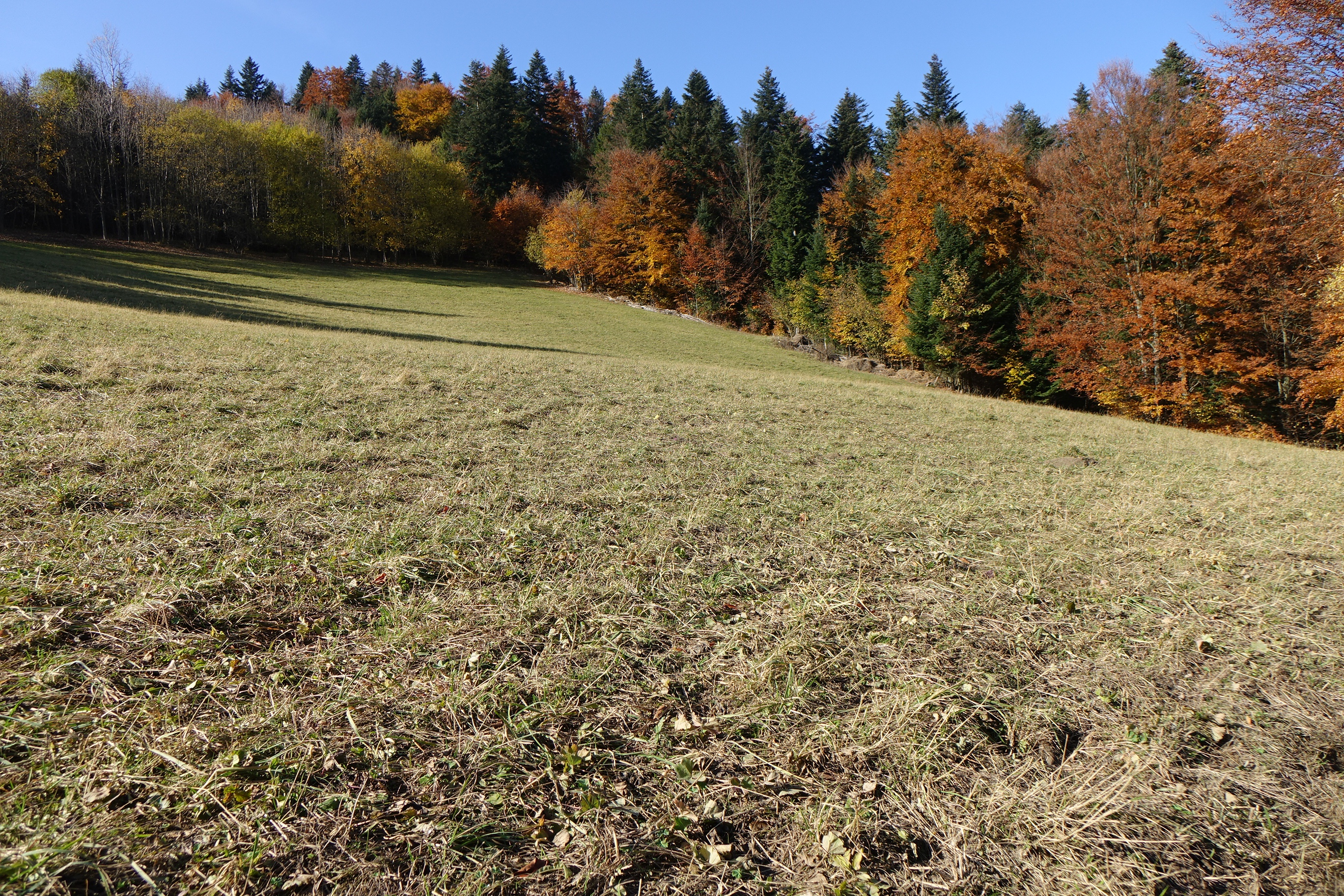
Górna polana